# Scipio breviceps
Scipio breviceps – gatunek wszy z rodziny Polyplacidae, pasożytujący  na Thryonomys gregorianus, Thryonomys swinderianus. Powoduje wszawicę.
Samica wielkości 1,9 mm, samiec wielkości 1,7 mm. Wszy te mają ciało silnie spłaszczone grzbietowo-brzusznie, wydłużone. Przednia para nóg jest wyraźnie mniejsza i słabsza, zakończona słabym pazurem. Samica składa jaja zwane gnidami, które są mocowane specjalnym "cementem" u nasady włosa nosiciela. Rozwój osobniczy po wykluciu się z jaja około trwa 14 dni i występują w nim 3 stadia larwalne; larwy od osobników dorosłych różnią się tylko wielkością.
Wesz ta pasożytuje na skórze. Żywi się krwią, którą ssie 2–3 razy dziennie. Występuje na terenie Afryki.